# 安娜貝爾回家囉
《安娜貝爾回家囉》（英語：Annabelle Comes Home）是一部於2019年上映的美國超自然恐怖片，由蓋瑞·道柏曼編劇和執導，彼得·沙佛朗和溫子仁製片，為2017年電影《安娜貝爾：造孽》的續集，同時是厲陰宅宇宙的第四部衍生作品。主演包括麥肯娜·葛瑞絲、麥蒂森·艾斯曼和凱蒂·薩里夫，包含派翠克·威爾森和韋娜·法米加回歸飾演華倫夫婦。
電影在美國於2019年6月26日由華納兄弟發行，上映後獲得中等評價，其中演出、氣氛及幽默成份獲贊，而批評方面主要集中於劇情方面以及缺失驚嚇場面。評論家與觀眾都認為該作品好過《鬼修女》和《哭泣的女人》，電影在全球獲得2.28億美元票房。

## 劇情
1968年，超自然現象調查者兼魔鬼學家艾德和蘿琳·華倫夫婦，從兩位護士手中拿走一個附有古老兇惡邪靈的安娜貝爾娃娃。夫婦倆回去路上經過一片墓地旁時汽車拋錨，而蘿琳隱隱約約感覺到墓地中的亡靈似乎受到娃娃召喚，險些害艾德出車禍。為了壓制住娃娃的邪惡力量，夫婦倆走進家中放置眾多靈異物件的地下室「超自然物品收藏館」，將娃娃放入聖三一教堂拆遷時保留的一座神聖玻璃櫃裡封存起來。
一年後，夫婦倆準備外出一晚辦理新的案件，將他們的十歲女兒茱蒂交託給信賴的保姆瑪莉·艾倫照顧。由於父母的事跡當時受新聞報紙出文章質疑，在校的茱蒂同樣受一些同學排擠，她同時注意到這間宗教學校的已故神父的亡靈在跟著她。回家後，瑪莉準備幫茱蒂提前過生日，但她的好友丹妮拉不請自來，且對茱蒂父母“能與亡靈接觸”十分好奇。她從艾德辦公室拿到鑰匙溜進收藏館，無視門上的警語而隨意觸摸所有靈異物件；而她只想呼喚自己的已故父親，其在自己開車時引發的車禍中身亡而自責不已。丹妮拉猛然打開安娜貝爾娃娃的玻璃櫃，離開時忘記鎖好而導致娃娃的邪惡力量釋放，娃娃召喚出收藏館中大部分物品的詛咒與邪靈，其中有娃娃的最原始形態小貝·穆林、以及華倫夫婦近期辦理過的案件亡靈：擺渡人、婚紗新娘、日本武士盔甲和黑妖犬。
夜晚時，瑪莉的暗戀對象鮑勃來到華倫宅門口為她彈唱一曲，但黑妖犬隨即出現使他嚇得躲進後院雞棚。在床上睡覺的茱蒂未知安娜貝爾娃娃躺在身邊，客廳裡的瑪莉遭到擺渡人亡靈折磨。丹妮拉原本準備回家，但為了還鑰匙而偷溜回華倫宅，被聲音引回收藏館後遭到反鎖其中。裡面大多數物件開始輪番作響，她拿起能夠聯繫死去親人的吊唁者手鐲試圖最後聯繫她父親一次，但所看見的卻是一位面目全非、惡語相向的父親。當時一台能夠預測未來的電視機，展現丹妮拉接完一通被詛咒的電話就隨即身亡的景象，但現實的丹妮拉沒有接電話，還被驚醒的茱蒂和瑪莉救出去。
丹妮拉坦言自己觸犯大忌只想再見到父親一面來致歉，茱蒂稱她們必須找出娃娃關回玻璃櫃，才能阻止其他亡靈。患有哮喘的瑪莉開始呼吸不穩，茱蒂冒險到外面車上為她拿吸入器，遭到黑妖犬襲擊時被鮑勃相救，但當時屋內的丹妮拉被婚紗新娘附身。茱蒂和瑪莉隨後受學校已故神父的指引，瑪莉冒險獨自進入擺渡人的空間找到躲在裡面的娃娃，但剛出去就受到被附身的丹妮拉攻擊。茱蒂及時播放父親執行驅魔時的錄像，所念出的話讓丹妮拉擺脫附身。茱蒂抱著娃娃剛想跑出去，但放在地上的一款桌遊「觸覺配對」（Feeley Meeley）冒出手抓住她的腳，她用力掙脫後準備將娃娃放回玻璃櫃。娃娃中的惡靈本尊打算強行吸走茱蒂的靈魂，但在瑪莉和剛恢復正常的丹妮拉跑來協助下，三人最終合力將安娜貝爾娃娃鎖回玻璃櫃壓制住，周圍的惡靈霎間全部消失。
在外的鮑勃也平安無事，四人最終集體在客廳睡到早上，醒來後剛好遇上艾德和蘿琳返家，只能共同跟他們夫婦解釋昨晚的情況。丹妮拉為自己的我行我素向蘿琳致歉，而蘿琳沒有責怪她，還“代替她父親傳話”向丹妮拉問聲好而讓她欣慰不已。最後，茱蒂在父母、瑪莉和丹妮拉、包括先前排擠過她的所有同學到場之下，愉快地慶祝自己的生日。

## 演員
| 演員                         | 角色                       | 備註                                                                                      |
| 麥肯娜·葛瑞絲 Mckenna Grace  | 茱蒂·華倫 Judy Warren      | 艾德和蘿琳·華倫的十歲女兒，從母親身上遺傳到陰陽眼能力，絲毫不受父母經手的靈異案件所恐懼。 |
| 麥蒂森·艾斯曼 Madison Iseman | 瑪莉·艾倫 Mary Ellen       | 茱蒂的保姆兼最好朋友，為人溫柔熱心、獨立勇敢，深受華倫夫婦信賴，在她們不在家時陪伴茱蒂。  |
| 凱蒂·薩里夫 Katie Sarife     | 丹妮拉·里歐斯 Daniela Rios | 瑪莉的好友，是一名我行我素的不良少女，但她只是因父親過世不到一年，並且自責是自己所致。    |
| 派翠克·威爾森 Patrick Wilson | 艾德·華倫 Ed Warren        | 超自然現象調查者，為天主教唯一認可的未受聖職（無神父頭銜）的驅魔師，富有同情心和責任心。  |
| 韋娜·法米加 Vera Farmiga     | 蘿琳·華倫 Lorraine Warren  | 艾德的妻子，擁有與生俱來的陰陽眼，能夠看見普通人看不見的東西，同時能跟亡靈溝通。          |

其他演員包括麥可·西米諾（Michael Cimino）飾演鮑勃·帕爾梅里（Bob Palmeri），瑪莉·艾倫的暗戀對象。史蒂夫·寇特（Steve Coulter）回歸飾演高登神父（Father Gordon），與華倫夫婦關係友好的教堂神父。盧卡·盧漢（Luca Luhan）飾演丹妮拉的弟弟安東尼·里歐斯（Anthony Rios），而安東尼·維米斯（Anthony Wemmys）飾演丹妮拉的已故父親。賽德·卡特琳娜（Sade Katarina）和肯錫·卡布蘭（Kenzie Caplan）飾演片頭中飾演兩位護士黛比和卡蜜拉（Debbie and Camilla），兩名角色於前幾部作品裡是由摩根娜·梅和艾米·蒂普頓飾演。
電影中出現的亡靈有蓋瑞-7（Gary-7）飾演已故麥可·莫瑞斯神父（Father Michael Morrisey），莎瑪拉·李（Samara Lee）自上一部後回歸飾演安娜貝爾·「小貝」·穆林（Annabelle "Bee" Mullins），安娜貝爾娃娃最原始的形態。其他包括娜塔莉·沙佛朗（Natalia Safran）飾演婚紗新娘（The Bride），道格拉斯·泰特飾演黑妖犬，以及亞歴山大·沃德（Alexander Ward）飾演公羊邪靈（The Ram），附在安娜貝爾娃娃內的強大惡靈。

## 製作

### 發展
2018年4月，華納兄弟宣佈2019年7月9日將是一部「厲陰宅系列電影」的發行日期。同月宣佈該片為《安娜貝爾》 電影，蓋瑞·道柏曼簽約編劇和執導電影，溫子仁和彼得·沙佛朗將共同製作電影。
2018年9月，麥可·伯吉斯被聘為電影攝影師。同月，麥肯娜·葛瑞絲和麥蒂森·艾斯曼加盟電影。同年10月，確認派翠克·威爾森和韋娜·法米加回歸出演自己的角色和凱蒂·薩里夫加盟電影。

### 拍攝
主體拍攝在2018年10月於洛杉磯進行。

## 發行
《安娜貝爾回家囉》原定於2019年7月3日上映。2019年3月，電影提前至2019年6月28日上映。同年5月，電影提前至2019年6月26日上映。

### 評價
爛番茄根據193條評論，獲得65%的新鮮度，平均得分5.84／10。在Metacritic上，電影獲得53分。

## 外部連結
- 互联网电影数据库（IMDb）上《安娜貝爾回家囉》的资料（英文）
- Box Office Mojo上《安娜貝爾回家囉》的資料（英文）
- 爛番茄上《安娜貝爾回家囉》的資料（英文）
- Metacritic上《安娜貝爾回家囉》的資料（英文）
- AllMovie上《安娜貝爾回家囉》的资料（英文）
- 開眼電影網上《安娜貝爾回家囉》的資料（繁體中文）
- 时光网上《安娜貝爾回家囉》的資料（简体中文）
- 豆瓣电影上《安娜貝爾回家囉》的資料 （简体中文）